# Accademia di architettura di Mendrisio

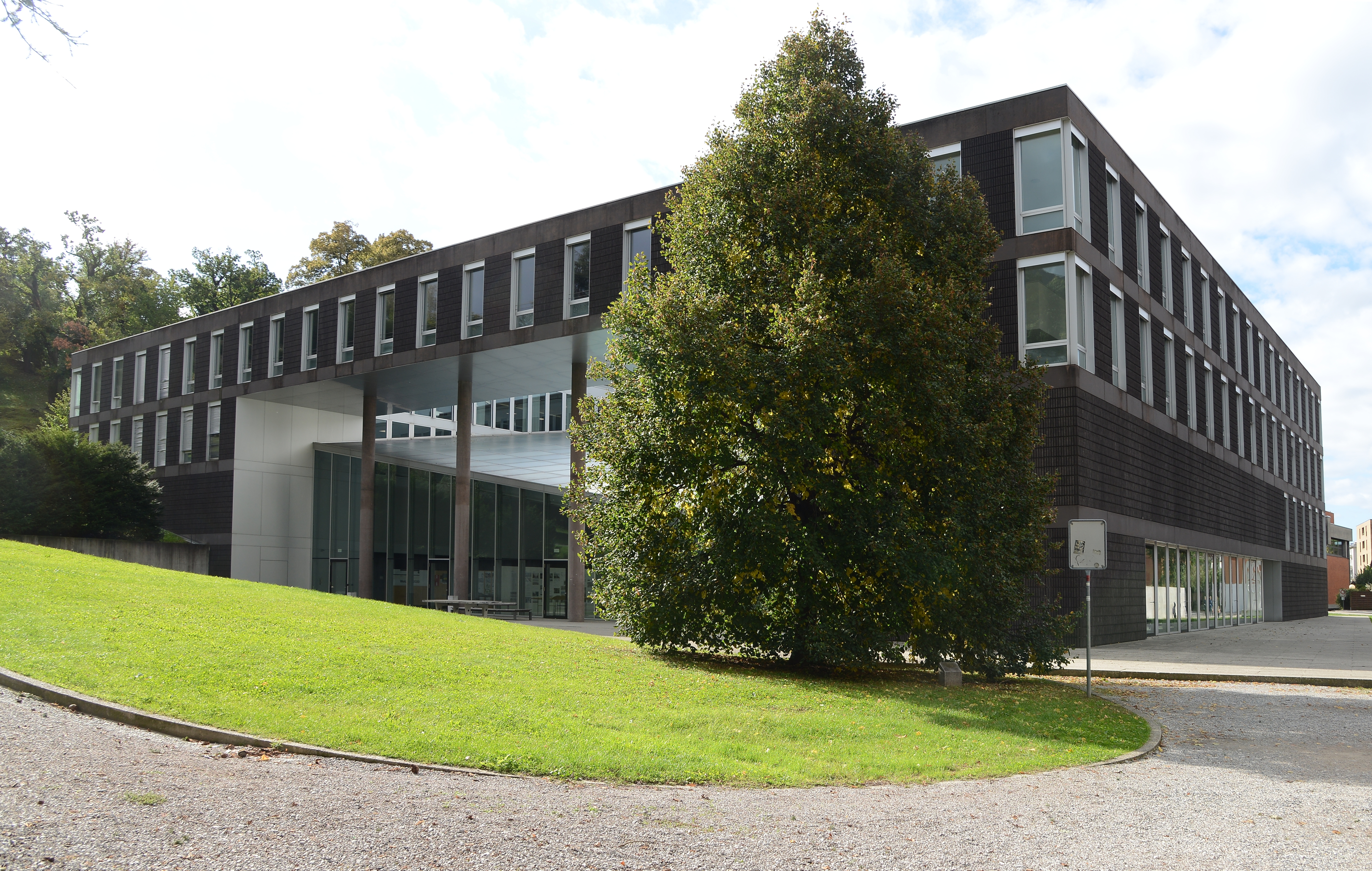
Palazzo Canavée, uno degli edifici dell'Accademia

L'Accademia di Architettura è la facoltà di Architettura dell'Università della Svizzera italiana. Ha sede a Mendrisio, e venne fondata dagli architetti Mario Botta e Aurelio Galfetti. Essa costituisce la facoltà di Architettura dell'Università della Svizzera italiana.

## Storia
L'Accademia si basa su un'impronta umanistica.
L'Accademia è stata istituita il 3 ottobre 1995 con l'approvazione della Legge sull'Università della Svizzera italiana da parte del Gran Consiglio Ticinese.

## Didattica
Gli studi all'Accademia di Architettura, sono compatibili con il nuovo ordinamento europeo degli studi universitari (Ordinamento di Bologna). Il Diploma di fine studi (Master of Science in Architecture) è riconosciuto nella comunità europea.
All'Accademia si può accedere anche nel corso degli studi per ottenere il Diploma (Master), in particolare se si è in possesso di un titolo di laurea triennale (Bachelor) rilasciato da una facoltà di Architettura con un programma riconosciuto equivalente. L'accesso è condizionato dalle capacità di accoglienza della scuola.

### Atelier
Sin dalla sua fondazione, l'Accademia affida l'insegnamento della pratica architettonica a figure che si sono distinte sulla scena internazionale grazie alla qualità delle loro opere. Per evitare, come accade in molte scuole, che il ruolo didattico venga ricoperto da architetti con poche esperienze lavorative, i titolari degli atelier sono scelti proprio sulla base di un comprovato curriculum professionale e di un profilo che dimostri specifiche capacità creative. Lo scopo è infatti di garantire docenti la cui competenza sappia trasmettere una formazione allo stesso tempo operativa e creativa.
I processi di internazionalizzazione del mondo attuale richiedono inoltre che anche la cultura dell'architetto si internazionalizzi. Sia i professori stabili di atelier, sia i docenti invitati a rotazione, offrono così agli studenti un panorama variegato di opzioni con cui ampliare la propria formazione in un continuo confronto con molteplici orizzonti culturali. Poiché gli stessi studenti presenti a Mendrisio sono di diverse nazionalità, ciò rafforza ulteriormente l'internazionalismo dello scambio didattico, chiedendo anche ai docenti di farsi carico delle differenti sensibilità espresse dal bacino studentesco.
Nei complessi contesti in cui oggi l'architetto è chiamato a operare, è necessaria una formazione che porti lo studente a sviluppare una sua visione critica del progetto, una sua personale “architettura concettuale” aperta agli stimoli provenienti dai compiti di carattere “globale”. E per ottenere ciò, è nostra convinzione che il modo migliore consista nel dialogo serrato che i futuri progettisti instaurano negli atelier con l'“esperienza” dei loro docenti.

### Corsi Ex Cathedra
I primi due anni prevedono corsi Ex Cathedra obbligatori, che poi diventano corsi a scelta dal terzo anno, con un minimo di crediti obbligatori in ogni settore.

### Diploma
Ogni anno, il secondo semestre di ultimo anno viene definito "di diploma", lo studente deve affrontare solo l'atelier, in quanto avrà già raggiunto un livello sufficiente di crediti per la laurea.

### Mobilità
Tra il secondo e il terzo anno di Accademia gli studenti devono affrontare un anno accademico in uno studio di architettura di loro scelta.
Il terzo anno Accademico la borsa Erasmus permette ad una selezione di studenti di partecipare al programma di scambio culturale, passando un anno in una Università affiliata all'Accademia di Mendrisio.

### Workshops
Spesso nei periodi Accademici e fuori corso vengono organizzati Workshops da docenti e collaboratori, oltre che da studenti.

## Risorse

### Biblioteca
La Biblioteca dell'Accademia di architettura di Mendrisio è una biblioteca specialistica pubblica creata nel 1996 insieme all'accademia. La biblioteca è costituita da circa 160’000 monografie, 600 periodici cartacei specializzati in architettura e arte (di cui 300 abbonamenti attivi, 395 testate che hanno cessato la pubblicazione e circa 6'000 periodici elettronici). Viene collocata inizialmente al piano terra di Villa Argentina e poi spostato nel 2003 con un intervento di riorganizzazione di Peter Disch nell’edificio di Mario Botta e Aurelio Galfetti creato come aula polivalente costruito nel 1996-1997. Nel 2020 viene ristrutturato Palazzo Turconi per ospitare al primo piano la biblioteca con sale studio e sale riunioni.

### Galleria d'immagini
Costruita successivamente al Palazzo Canaveé, è il luogo in cui si svolge con cadenza annuale il MAD, "Mostra sull'attività didattica", oltre a periodiche esposizioni.

### Mendrisio Academy Press
È la sezione dedicata all'editoria dell'Accademia di Architettura, che pubblica periodicamente libri scritti dai professori, o manuali per studenti.

## Docenti famosi
- Alex Alfieri
- Walter Angonese
- Michele Arnaboldi
- Mauro Baranzini
- Valentin Bearth
- Mario Botta
- Sergio Cigada
- Massimo Cacciari
- Yvonne Farrell
- Pascal Flammer
- Romina Grillo
- François Grin
- Paolo Jedlowski
- Gilles Kepel
- Shelley McNamara
- Aires Mateus
- Quintus Miller
- Valerio Olgiati
- Carlo Ossola
- Muck Petzet
- Michele Parrinello
- Remigio Ratti
- Francesca Rigotti
- Barry Smith
- Boris Uspenskij
- Maurizio Viroli
- Raphael Zuber

## Edifici
L'Accademia di Architettura si distribuisce in alcune sedi amministrative, didattiche, di ricerca, studio e servizio poste al centro della cittadina di Mendrisio, e in particolare intorno a un pregevole parco urbano. Questa fisionomia avvicina la scuola ad alcuni esempi di prestigiosi campus universitari che ritroviamo soprattutto in piccole città inglesi o degli Stati Uniti. La collocazione dell'Accademia in un contesto prossimo ma allo stesso tempo esterno alle aree metropolitane, facilita la vita specificamente studentesca pur senza precludere il contatto dei giovani con le città vicine. I diversi stabili che costituiscono il campus di Mendrisio sono, disposti intorno al parco urbano, Villa Argentina (sede della direzione, dell'amministrazione e della segreteria), Palazzo Canavée e Palazzo Turconi (sedi didattiche) e la Biblioteca. Poco discosti stanno l'Archivio del Moderno, fondazione che affianca la scuola nella ricerca storica, e la Casa dello Studente. Quest'ultima offre ospitalità a oltre 70 studenti in miniappartamenti, ma nella stessa cittadina di Mendrisio e in comuni limitrofi ottimamente collegati si offrono residenze in affitto a prezzi molto più accessibili che nelle aree metropolitane. Anche per le esigenze residenziali degli studenti l'Accademia mette a disposizione un proprio servizio di supporto.

### Casa dello Studente
Il 6 aprile 1998 è stata creata la Fondazione “Casa dell'Accademia”.
L'obiettivo della Fondazione è “la creazione e la gestione di un centro abitativo residenziale con locali destinati a ritrovo per ragioni di studio, atto a favorire una residenza economica, razionale, aggregativa e integrativa agli studenti dell'Accademia”. La Fondazione, responsabile della attribuzione degli alloggi, adotterà i criteri di assegnazione previsti dal Protocollo.
Lo statuto prevede un Consiglio di Fondazione di 8 membri.
Nel luglio del 1998 è stato indetto un concorso di progettazione per la Casa, aperto agli architetti assistenti presso l'Accademia stessa. Il concorso è stato vinto dagli architetti Carola Barchi e Ludovica Molo. Dopo un iter lungo e travagliato per questioni sia di tipo economico sia relative al sedime previsto, si è dato il via alla realizzazione della casa dell'Accademia, sita nell'area adiacente ai parcheggi del Liceo di Mendrisio, lungo la via Agostino Maspoli. L'architetto Jachen Könz ha collaborato alla realizzazione dell'opera con gli architetti vincitrici del concorso.